# Polonia

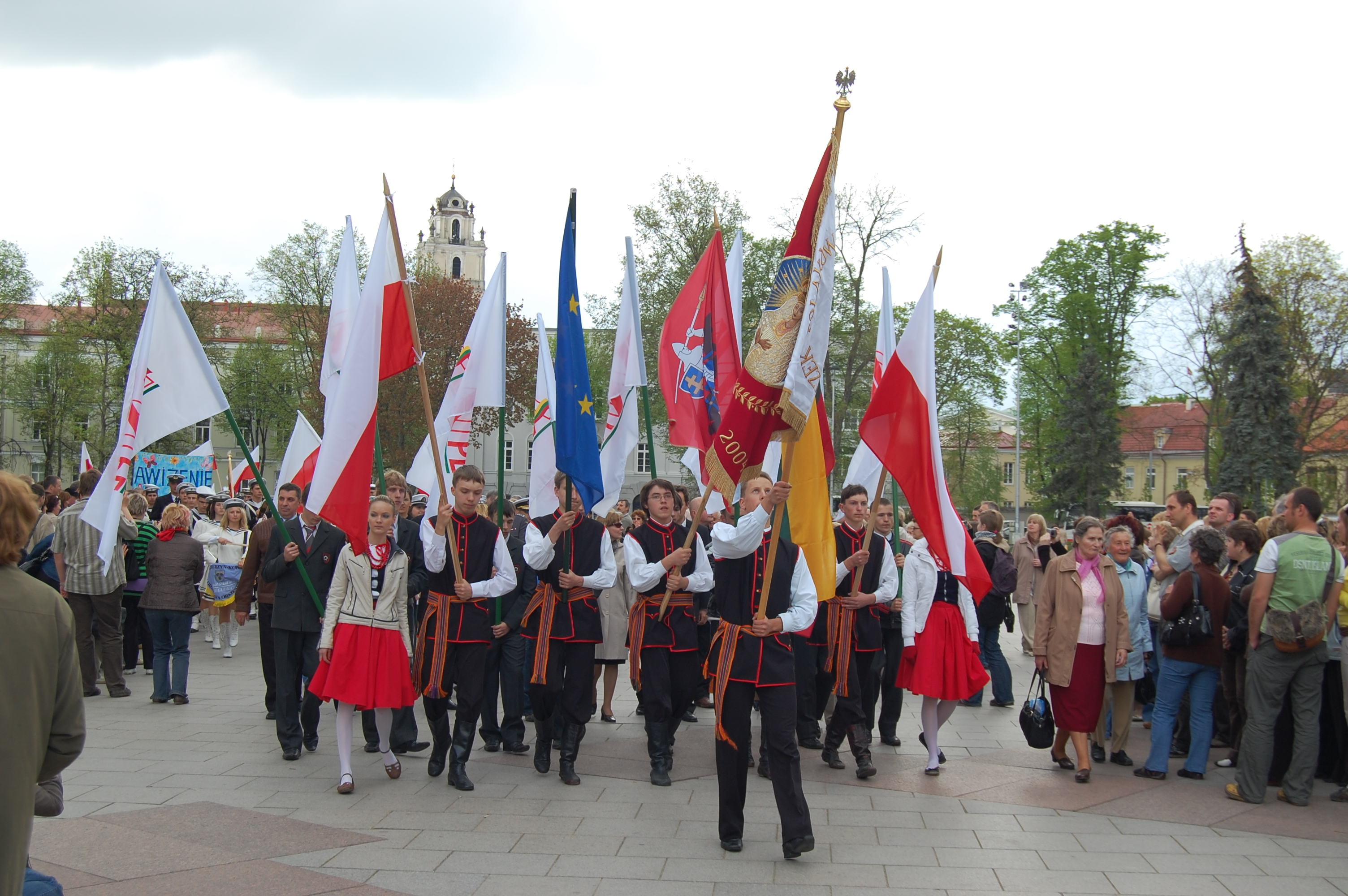
Pochod Poláků ve Vilniusu

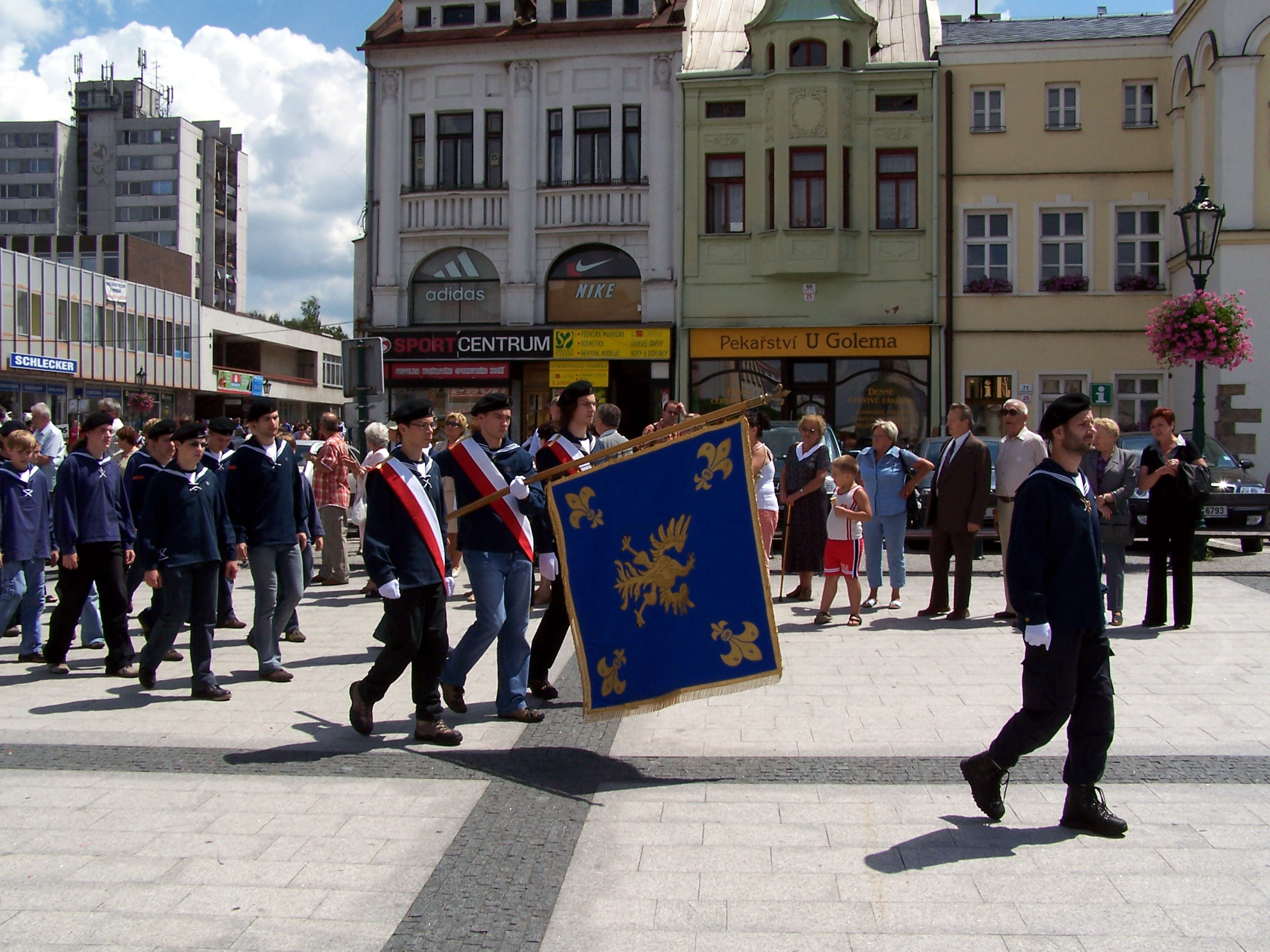
Pochod polských skautů v Karviné

Polonia je latinské označení Polska a zároveň označení polské diaspory ve světě (tj. Poláků žijících mimo území Polska). 

## Diaspora
Velikost polské diaspory se odhaduje na 15 až 20 milionů lidí. Největší populace Poláků žijících mimo Polsko jsou v Německu, ve Francii, ve Spojených státech, v Kanadě a Brazílii.
V Česku žije podle sčítání lidu z roku 2001 celkem 51 968 Poláků, a to zejména ve východní části českého Těšínska (tzv. Zaolzie/Zaolší). Největší procentuální poměr Poláků k ostatním obyvatelům ze všech obcí v Česku je v obci Hrádek, kde se v roce 2001 k polské národnosti hlásilo skoro 43% obyvatel obce.
Další sčítání lidu proběhlo v roce 2011 a k polské národnosti se přihlásilo 39 269 obyvatel Česka. Podle sčítání lidu z roku 2021 se k polské národnosti jako jediné přihlásilo 38 218 osob, přičemž počet Poláků v Česku setrvale klesá.
Pod názvem Polonia jezdí i mezinárodní vlak EuroCity (102/103) mezi Varšavou, Bohumínem, Břeclaví a Vídní.